# George Benedek
George Bernard Benedek (1 de diciembre de 1928) es un físico estadounidense.

## Biografía
Se graduó con una licenciatura en física en el Instituto Politécnico Rensselaer en 1949, una maestría en física en la Universidad de Harvard en 1952 y un doctorado en física de la Universidad de Harvard en 1953; era estudiante de doctorado de Edward Mills Purcell.
Inventó la espectroscopia de dispersión de luz cuasi elástica y en 1962 fue nombrado miembro de la Sociedad Estadounidense de Física. Recibió el premio Irving Langmuir en 1995.
Es profesor emérito Alfred H. Caspary de física y física biológica y de ciencias y tecnología de la salud en el Instituto de Tecnología de Massachusetts.